# William Fitzwilliam (2e baron Fitzwilliam)
William Fitzwilliam, 2e baron Fitzwilliam (env. 1609 - 21 février 1658) est un noble et homme politique anglais qui siège à la Chambre des communes d’Angleterre entre 1640 et 1653.

## Biographie
Il est le fils de William Fitzwilliam, 1er baron Fitzwilliam et de sa femme Catherine Hyde.
En avril 1640, il est élu député de Peterborough lors du Court Parlement. Il est réélu en novembre 1640 pour le Long Parlement où il reste pendant toute sa durée. Il hérite de la pairie à la mort de son père en 1643 .
Fitzwilliam est décédé à l'âge de 49 ans. Il épouse Jane Perry, fille de Hugh Perry et de son épouse Catherine Fenn en 1638. Leur fils William lui succède comme baron et est plus tard créé comte Fitzwilliam. Leur fille Jane épouse Christopher Wren.